# Coupe de Suède de kayak-polo
 (octobre 2015).
Le championnat de Suède de kayak-polo est une compétition de kayak-polo.

## Résultats
| Année | Lieu                      | Vainqueur               |
| ----- | ------------------------- | ----------------------- |
| 1999  | Stockholms Vattenfestival | Studentidrotten i Luleå |
| 2001  | Luleå                     | Kuiva Gränspaddlare     |
| 2002  | Borlänge                  | Studentidrotten i Luleå |